# Schlacht von Schellenberg
Sissek – Călugăreni – Mezőkeresztes – Schellenberg – Mirăslău – Guruslău
Die Schlacht von Schellenberg fand am 28. Oktober 1599 im Rahmen des Langen Türkenkrieges in Siebenbürgen statt. Der Schlachtort lag zwischen Hermannstadt (Sibiu) und Schellenberg (Șelimbăr). Als Kontrahenten standen sich die Truppen des walachischen Woiwoden Michael, genannt „der Tapfere“, der zu diesem Zeitpunkt mit dem Habsburger Kaiser Rudolf II. verbündet war, und die Armee des ungarischen Kardinals Andreas Báthory, der von Polen-Litauen und den Osmanen unterstützt wurde, gegenüber. Die Schlacht endete mit dem Sieg Michaels, wodurch dieser Siebenbürgen besetzen konnte. Er wurde zum Fürst von Siebenbürgen ernannt und konnte kurz darauf auch noch die Herrschaft über das Fürstentum Moldau gewinnen. Er wurde aber schon im nächsten Jahr aus Siebenbürgen vertrieben. Die kurzfristige Personalunion zwischen der Ungarowalachei, Siebenbürgen und der Moldau unter Michael dem Tapferen wurde später zu einem Mythos der nationalen rumänischen Geschichtsschreibung.

## Vorgeschichte
Seit der Ersten Türkenbelagerung von Wien im Jahr 1529 stand das habsburgische Österreich im Dauerkonflikt mit dem Osmanischen Reich, der nur zeitweise durch Waffenstillstände unterbrochen war. 1593 war der 3. Österreichische Türkenkrieg (auch Langer Türkenkrieg) ausgebrochen, bei dem das formal unabhängige Fürstentum Siebenbürgen zum Spielball der Großmächte und zum Kriegsschauplatz wurde. Dieses war seit 1581 vom ungarischen Fürsten Sigismund Báthory regiert, der mit Hilfe seines Onkels Stephan Báthory, dem König von Polen-Litauen, an die Macht gekommen war. Nachdem die ersten Kriegshandlungen zwischen Österreich und den Osmanen in Ungarn unentschieden ausgegangen waren, startete Rudolf II. eine diplomatische Offensive, bei der es ihm zunächst 1594 gelang Sigismund Báthory durch eine Heirat mit Maria Christina von Innerösterreich an das Haus Habsburg zu binden. In der südlich angrenzenden Walachei war 1593 ursprünglich mit osmanischer Unterstützung Michael Pătrașcu an die Macht gekommen. Dieser schloss aber schon im Jahr darauf ein Bündnis mit Siebenbürgen und damit indirekt auch mit Habsburg und erhob sich gegen die osmanische Oberhoheit. 1594 verweigerte er die Tributzahlung und vertrieb die osmanischen Steuereintreiber. Am 13. August 1595 konnte er ein Heer unter dem Großwesir Koca Sinan Pascha in der Schlacht von Călugăreni schlagen. Mit Unterstützung von Truppen des Sigismund Báthory wurden die Osmanen am 29. Oktober 1595 ein weiteres Mal bei Giurgiu an der Donau geschlagen, worauf diese aus der Walachei abziehen mussten. Im darauf folgenden Jahr führte Michael Streifzüge südlich der Donau durch und plünderte osmanische Gebiete im heutigen Bulgarien.
Sultan Mehmed III. reagierte auf diese bedrohliche Situation und übernahm persönlich das Kommando. Er führte ein osmanisches Heer in Richtung Ungarn um die Verbindung der Habsburger mit Siebenbürgen und der Walachei zu unterbrechen. Dies gelang auch Ende 1596 durch einen Sieg in der Schlacht bei Mezőkeresztes. Der bedrängte Sigismund willigte daraufhin im Jahr 1597 am Hof in Prag ein, auf Siebenbürgen zugunsten des Kaisers zu verzichten. Im Tausch erhielt er die schlesischen Herzogtümer Oppeln und Ratibor. Der Kaiser sandte daraufhin 1598 seine militärischen Statthalter István Szuhay, Miklós Istvánffy und Bartholomeus Pezzen nach Siebenbürgen und ins Partium, während sich Sigismund nach Schlesien begab.
Im ungarischen Adel Siebenbürgens verstärkten sich jedoch auf Grund der militärischen Situation die pro-türkischen Tendenzen und so widerrief Sigismund kurze Zeit später seine Entscheidung und setzte seinen Cousin, den Kardinal und Fürstbischof von Ermland Andreas Báthory, als Nachfolger ein. Dieser wurde vom moldauischen Woiwoden Ieremia Movilă unterstützt und konnte mit der Rückendeckung der Osmanen rechnen. Dadurch drohte nun der habsburgischen Diplomatie ein Desaster, da die kaiserlichen Truppen in Ungarn blockiert waren und in Siebenbürgen nicht eingreifen konnten.
Michael, der Gospodar der Walachei, hatte jedoch schon am 9. Juli 1598 in Târgoviște ein Abkommen mit den Gesandten Rudolfs geschlossen und so seine Position stärken können. Als im April 1599 der Landtag in Klausenburg tatsächlich Andreas Báthory als neuen Fürsten einsetzte, sah er die Gelegenheit gekommen in den Machtkampf um Siebenbürgen einzugreifen. Mit finanzieller Unterstützung des Kaisers, setzte er sein Söldnerheer in Richtung Siebenbürgen in Bewegung.

## Schlachtverlauf

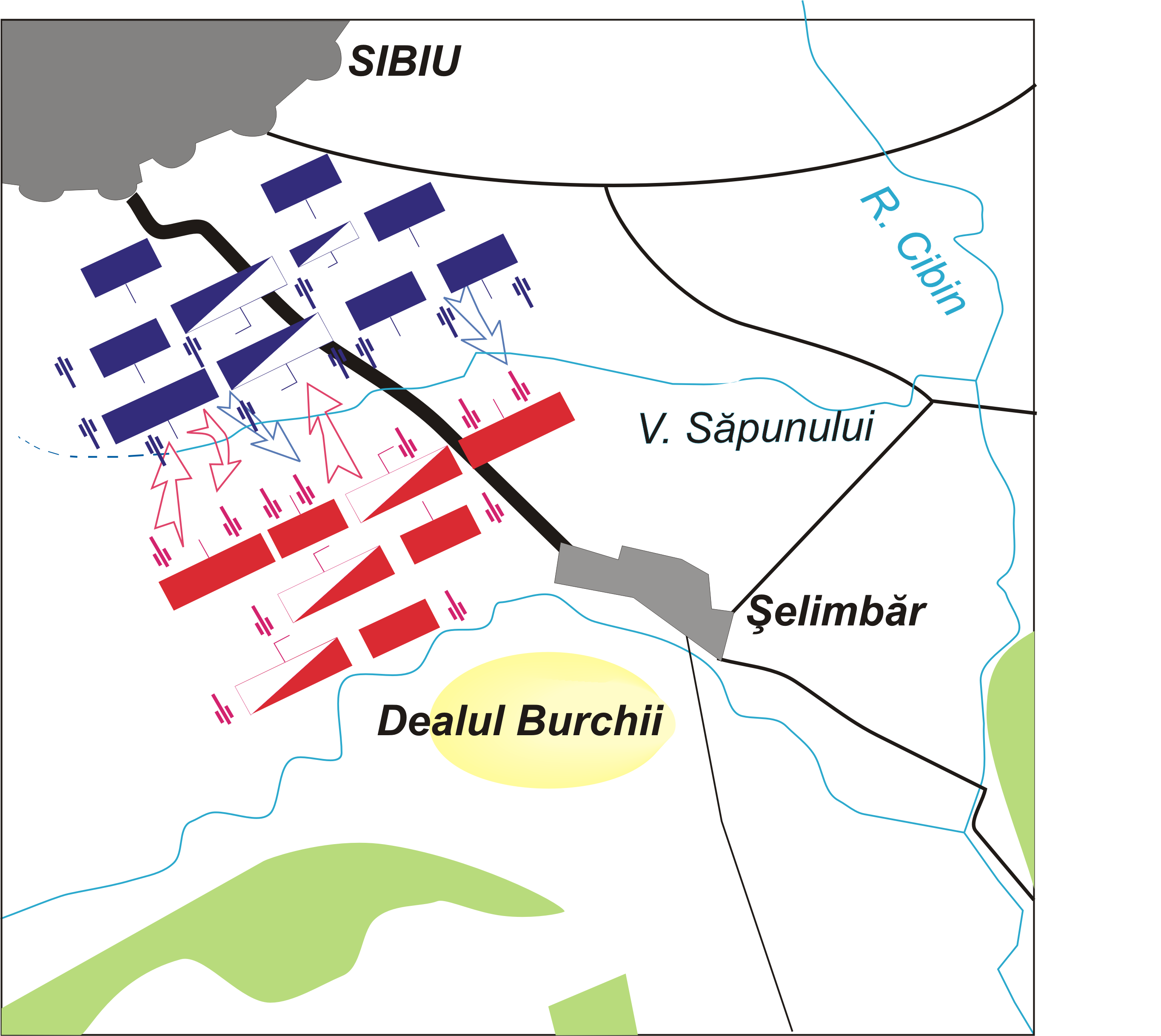
Aufstellung der Truppen bei Schlachtbeginn
Truppen Michaels des Tapferen
Truppen Andreas Báthorys

Im Oktober 1599 traf das walachische Heer Michaels des Tapferen in Siebenbürgen ein. Über Kronstadt, Tartlau, Zeiden und Fogarasch marschierend erreichte es schließlich am 25. Oktober Talmesch. Auf seiner Seite standen nun auch serbische, ungarische, sächsische und kosakische Söldner, sowie Truppen der Szekler, die die Herrschaft der Familie Báthory ablehnten und kurz vor der sich anbahnenden Schlacht die Seiten wechselten. Am 26. Oktober vereinigte sich die Armee von Michael mit den Abteilungen des Kommandanten Radu Buzescu und dem Ban Udrea und rückte vorwärts bis Westendorf (rum.: Veștem), südlich von Schellenberg. Insgesamt zählte das Heer Michaels an die 40.000 Personen, darunter befanden sich jedoch auch Frauen und Kinder walachischer Bojaren, die aus Angst vor Einfällen der Tataren während ihrer Abwesenheit, ihre Familien mitbrachten. Diese blieben im Feldlager zurück, weshalb die tatsächliche Truppenstärke auf etwa 16.000 Mann geschätzt wird. Die Armee Báthorys war ihnen inzwischen entgegengeeilt und lagerte außerhalb der Stadtmauern von Hermannstadt. Oberbefehlshaber waren der Ungar Kaspar Kornis sowie Moses Székely, der jedoch nur zögerlich Vorbereitungen für die Schlacht traf, da Teile seiner szeklerischen Landsleute zum Heer des walachischen Woiwode übergelaufen waren.
Am Morgen des 28. Oktobers 1599 kam es schließlich zur Schlacht, die um neun Uhr durch Artilleriebeschuss eröffnet wurde. Die Armee Báthorys wurde davon mitten in den militärischen Vorbereitungen überrascht und stand strategisch ungünstig zwischen dem Zibin-Fluss und der Stadt, mit den Glacisteichen im Rücken, in etwa dort, wo sich heute das Stadtviertel Lazarett befindet. Die 18 Kanonen Michaels richteten schweren Schaden an, doch konnte die zahlenmäßig überlegene Artillerie Báthorys mit etwa 40 bis 50 Kanonen rasch den Beschuss erwidern. Darauf startete Michael mit den serbischen Haiduken unter Baba Novac den Angriff auf die linke Flanke des Kardinals, wobei dessen Kommandant Stephan Lazăr tödlich verwundet wurde. Die Truppen des Kaspar Kornis konnten jedoch den Angriff der Serben zurückschlagen. Michael richtete nun den Angriff auf das Zentrum des Kardinals und schickte seine ungarischen und szeklerischen Söldnertruppen unter Georg Makó nach vorne. Diese konnten die aufgebrochenen Lücken in den feindlichen Reihen erweitern und so Baba Novac auf der linken Flanke unterstützen sowie den Angriffen aus dem Zentrum und der rechten Flanke des Kardinals unter Moses Székely widerstehen. Diese Situation ausnutzend schickte Michael nun weitere Truppen, die aus serbischen, kosakischen und moldauischen Schwadronen bestanden, gegen das Zentrum des Feindes. Ebenso schickte er die Truppen des Aga Lecca in die Schlacht. Die vorderste Linie des Kaspar Kornis wurde daraufhin durchbrochen und das Schlachtgeschick wendete sich zusehends zu Gunsten Michaels.
Gegen drei Uhr Nachmittag stand die Armee Andreas Báthorys ohne Führung dem Feind gegenüber und sah sich von beiden Flanken angegriffen. Darauf machte sich immer mehr Unordnung breit und die Armee begann sich aufzulösen. Die Sachsen in Hermannstadt, die die Schlacht bis dahin von den Zinnen der Befestigungsmauern aufmerksam beobachtet hatten, retteten 350 fliehende sächsische Söldner aus dem Heer des Kardinals, indem sie diese mit Seilen über die Mauern ins Innere der Befestigung zogen. Die anderen Truppen des Kardinals ergriffen die Flucht und zogen sich vom Schlachtfeld zurück.
Am Abend gab Michael der Tapfere Befehl, die feindlichen Truppen zu verfolgen, um eine mögliche Neuformierung zu verhindern.

## Folgen

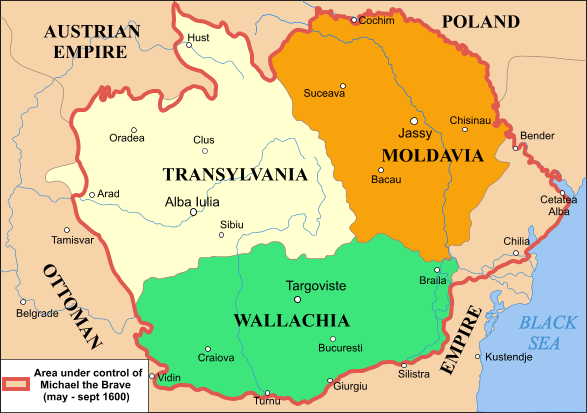
„Erste Vereinigung“ der rumänischen Länder im Jahr 1600

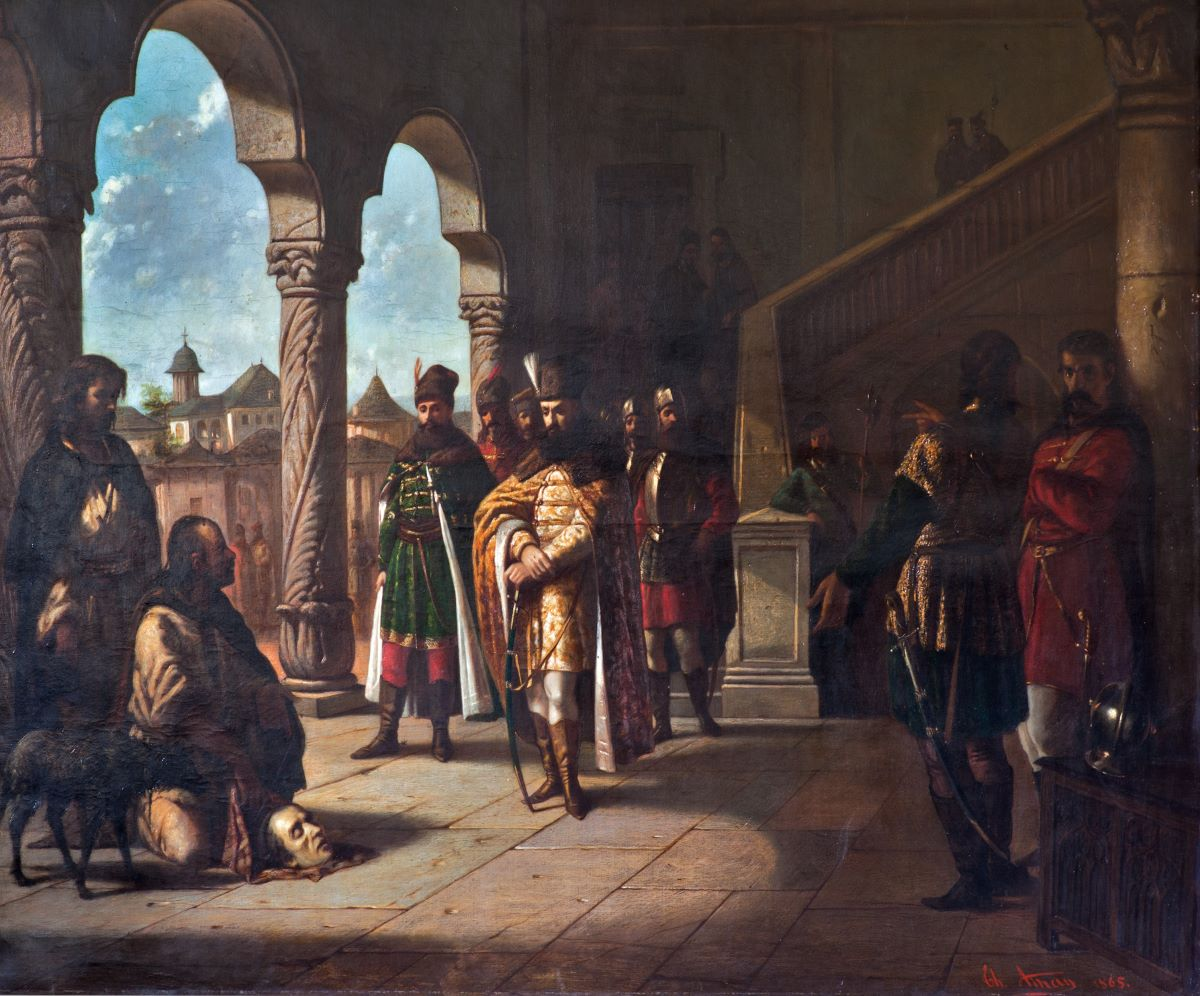
Szekler überreichen Michael dem Tapferen nach der Schlacht den Kopf von Kardinal Andreas Báthory
Historiengemälde von Theodor Aman (1831–1891)

Die Schlacht war für beide Seiten verlustreich. Die Armee Báthorys zählte an die 3.000 Gefallene sowie 1.000 Verwundete und Gefangene und auch auf Seiten Michaels des Tapferen waren zahlreiche Tote und Verwundete zu beklagen. Die Truppen Michaels verfolgten jedoch umgehend die fliehende Armee Báthorys, ohne das an der Schlacht unbeteiligte Hermannstadt anzugreifen, während auf dem Schlachtfeld die Leichen zurückblieben. Diese wurden später von den sächsischen Bewohnern der Stadt beerdigt.
In Csíkszentdomokos (rum.: Sândominic, Harghita) wurde der in Richtung Polen flüchtende Kardinal Andreas Báthory am 31. Oktober (nach anderen Quellen am 3. November) von Szeklern unter Peter Ördeg festgenommen und geköpft. Michael marschierte mit seinen Truppen in der Zwischenzeit nach Weißenburg. Am Ende des Monats stimmte der dort zusammengerufene siebenbürgische Landtag der Einsetzung Michaels als neuen Fürst von Siebenbürgen zu. Kaiser Rudolf II. bemühte sich, die formale Abhängigkeit Siebenbürgens von Ungarn zu erhalten und sandte Michael deshalb nur eine Ernennung zum Gubernator von Siebenbürgen. Dieser konnte jedoch zunächst seine Machtposition festigen, in dem er den Szeklern, die ihn im Kampf unterstützt hatten, ihre von den Báthorys ab 1576 entzogenen angestammten Rechte wieder zurückerstattete und zahlreiche Leibeigene von der Hörigkeit gegenüber ihren ungarischen Feudalherren befreite. Die Gunst der siebenbürgischen Rumänen gewann er durch die Anerkennung der orthodoxen Kirche, deren Popen aus dem Status der Leibeigenschaft befreit wurden. Weiters wurden die siebenbürgischen Dörfer dazu aufgefordert, die Schafherden wallachischer Hirten auf brach liegenden Feldern grasen zu lassen. Ansonsten versuchte Michael jedoch die Unterstützung des ungarischen Adels in Siebenbürgen zu gewinnen und setzte nur einige wallachische Bojaren in bestimmte Schlüsselpositionen. Den Ban Mihalcea ernannte er zum Stellvertreter im Fall seiner Abwesenheit aus Siebenbürgen.
Die Siebenbürger Sachsen standen dem neuen Fürsten gespalten gegenüber. Während ihn sächsische Truppen aus dem Burzenland im Kampf gegen Andreas Báthory unterstützt hatten, beklagten die Sachsen rund um Hermannstadt die Grausamkeit der in seinem Dienst stehenden Söldner. Diese besetzten etwa in Großau die sächsische Kirchenburg und ermordeten am 16. November den dortigen Pfarrer Mathias Heintzius in der Sakristei. Sachsen auf Komitatsboden profitierten hingegen von der Befreiung von gewissen Pflichten gegenüber ihren ungarischen Feudalherren, die ihnen Michael der Tapfere gewährte.
Im Mai 1600 nutzte Michael seine neue Machtfülle und marschierte mit seiner Armee in der Moldau ein und vertrieb den dortigen polenfreundlichen Woiwoden Jeremias Movila. Damit war Michael der Tapfere nun in Personalunion gleichzeitig Gospodar der Walachei, Fürst von Siebenbürgen und Woiwode der Moldau. Dieser Umstand wird in der nationalen rumänischen Geschichtsschreibung als „Erste Vereinigung“ der rumänischen Länder bezeichnet.
Schon kurz darauf sollte sich aber die Situation grundlegend ändern. Der ungarische Adel in Siebenbürgen fühlte sich durch den Machtverlust gedemütigt und die Sachsen beklagten die Plünderungen und Zerstörungen von Michaels unterbezahlter Soldateska. Der Kaiser in Prag fürchtete die neue Machtfülle des walachischen Fürsten und sandte aus Ungarn seinen General Giorgio Basta, der die Truppen Michaels am 18. September 1600 bei Mirăslău (ung.: Miriszló) besiegte. Dies veranlasste jedoch Sigismund Báthory wieder mit polnischer Unterstützung in den Kampf einzusteigen. Eine polnische Armee unter Jan Zamoyski marschierte in der Moldau ein, besiegte mit Unterstützung der Türken und tatarischer Truppen Michael den Tapferen am 20. Oktober in der Schlacht bei Bucov (Kreis Prahova) sowie am 25. November in der Schlacht von Argeş. Jeremias Movila wurde erneut als Woiwode der Moldau eingesetzt, sowie Radu Mihnea als Gospodar der Walachei. Damit hatte Michael der Tapfere nun in kürzester Zeit alle drei Fürstentümer verloren.
Durch die wiedererstarkte Bedrohung durch Sigismund Báthory wechselte Kaiser Rudolf II. jedoch seine Haltung gegenüber Michael. Dieser war im Winter 1600 zum Hof nach Wien und Prag geflohen und schloss nun mit dem Kaiser am 12. Jänner 1601 in Prag erneut ein Bündnis und erhielt finanzielle Unterstützung für die Anwerbung neuer Truppen. Gemeinsam mit dem kaiserlichen General Basta besiegte er im folgenden Sommer die Truppen Sigismund Báthorys am 3. August 1601 in der Schlacht von Guruslau (ung.: Magyargoroszló; rum.: Guruslău, Kreis Sălaj). Das Misstrauen zwischen Basta und Michael sollte dadurch jedoch nicht beseitigt werden. Als Gerüchte aufkamen, Michael könnte sich zur Festigung seiner persönlichen Herrschaft nun mit den Türken verbünden, schickte Basta eine Abordnung deutscher, wallonischer und italienischer Soldaten in das Lager Michaels bei Thorenburg (ung.: Torda; rum.: Turda) und ließ ihn am 9. August 1601 ermorden.
Die Toten der Schlacht von Schellenberg wurden in einem künstlichen Hügel bestattet, der immer noch erkennbar ist und zwischen dem Hermannstädter Stadtviertel Hipodrom und dem Ort Schellenberg liegt. Auf Rumänisch wird er „Movila lui Mihai“ (Hügel Michaels) genannt, fälschlicherweise teilweise aber auch „Movila turcului“ (Türkenhügel). Der 1932 errichtete Obelisk am Ortsrand von Schellenberg erinnert jedoch an die rumänischen Opfer des Ersten Weltkriegs.

## Die beteiligten Persönlichkeiten

### Die pro-türkische Allianz der Báthorys

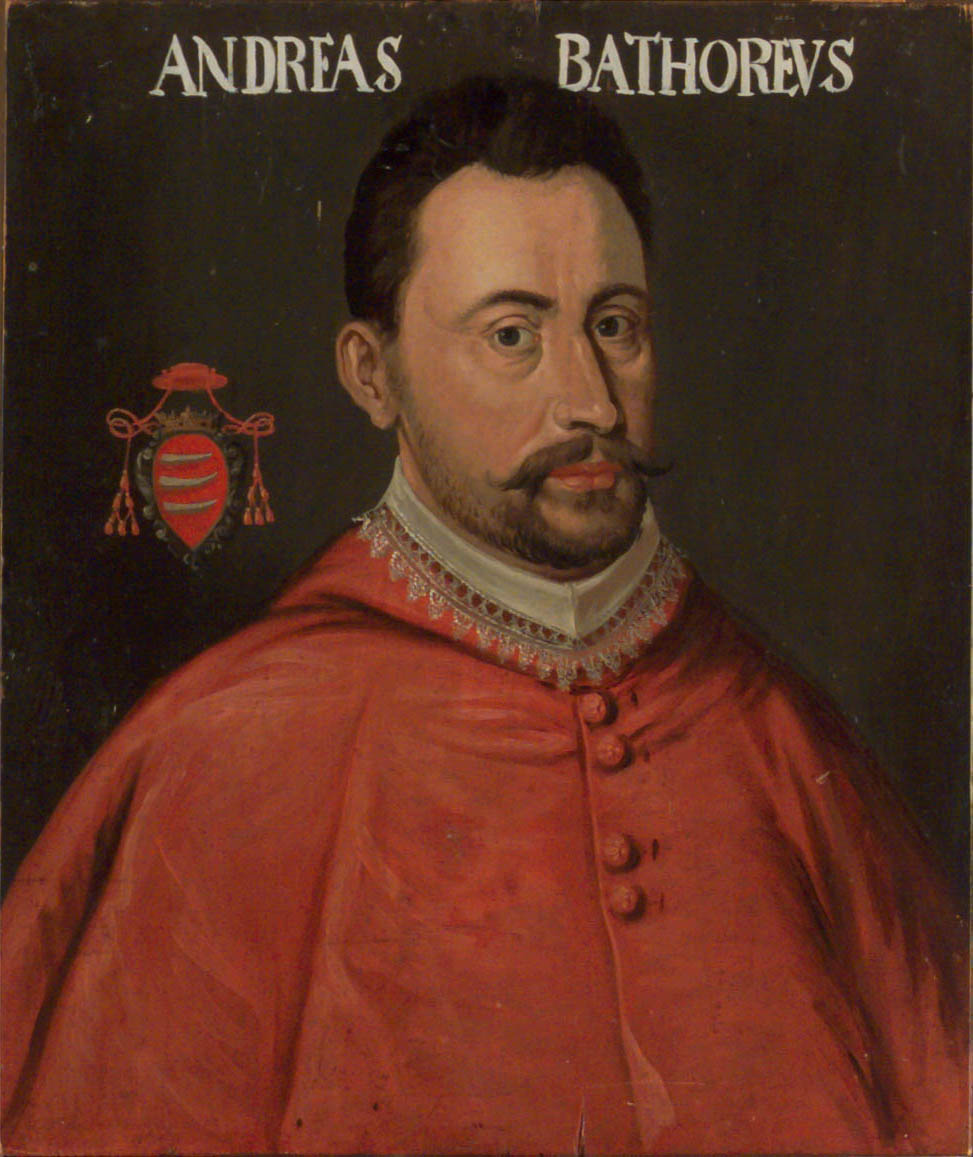
Kardinal Andreas Báthory, Fürst von Siebenbürgen
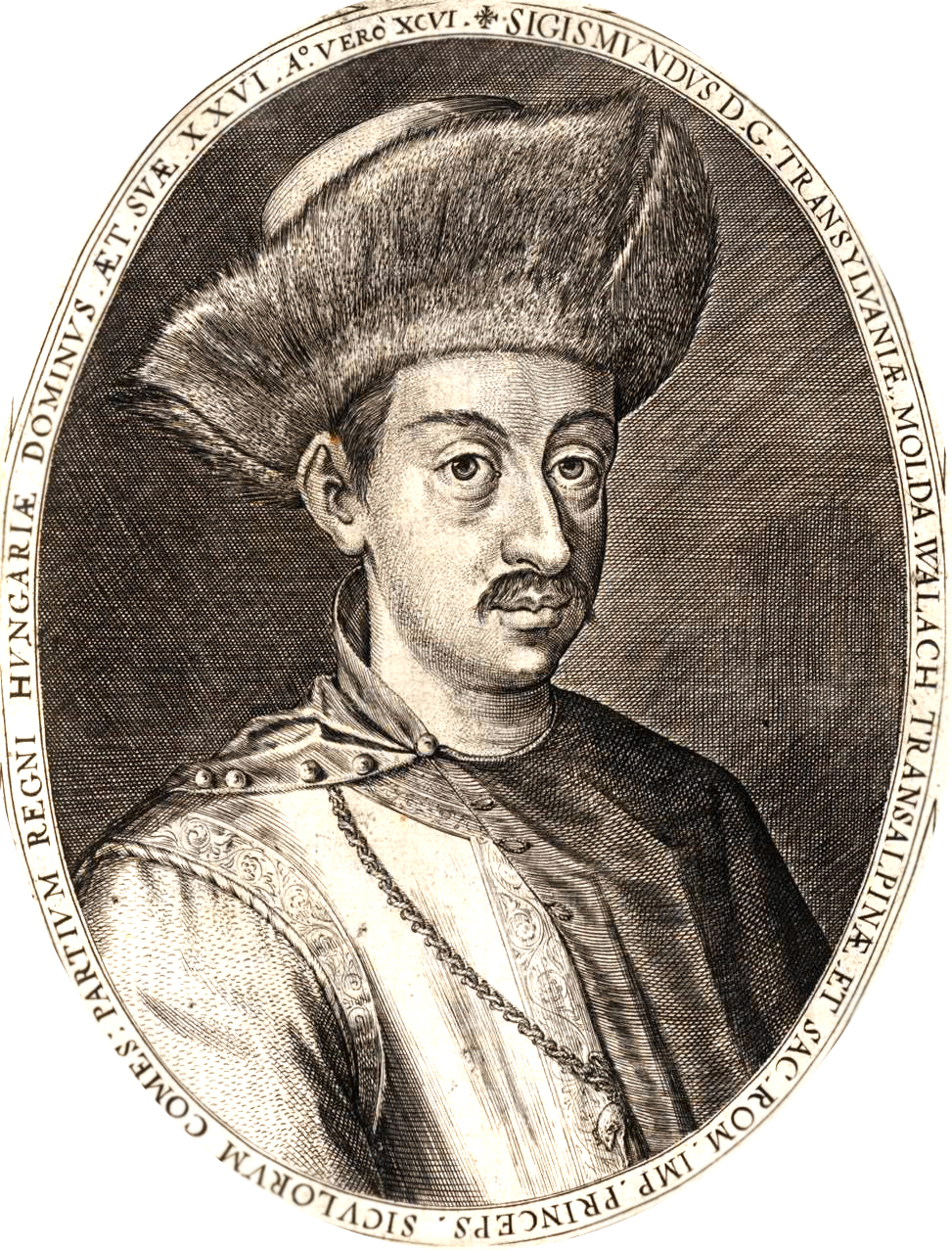
Sigismund Báthory
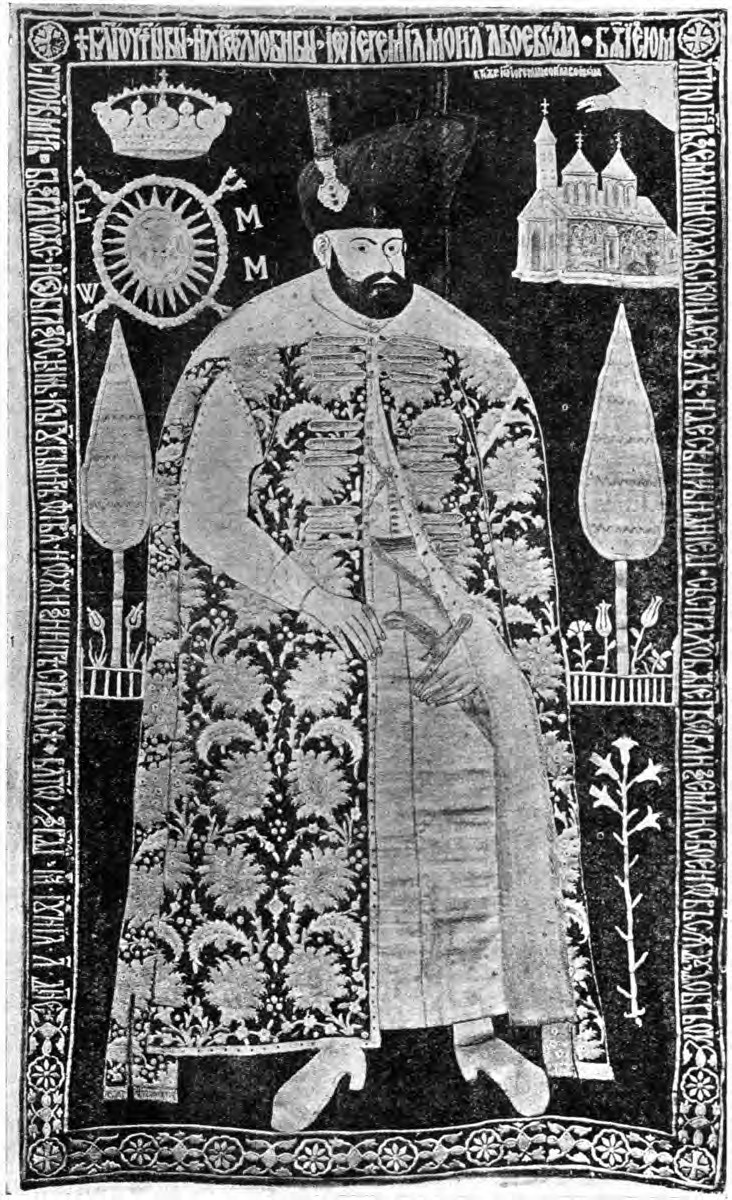
Jeremias Movila, Woiwode der Moldau
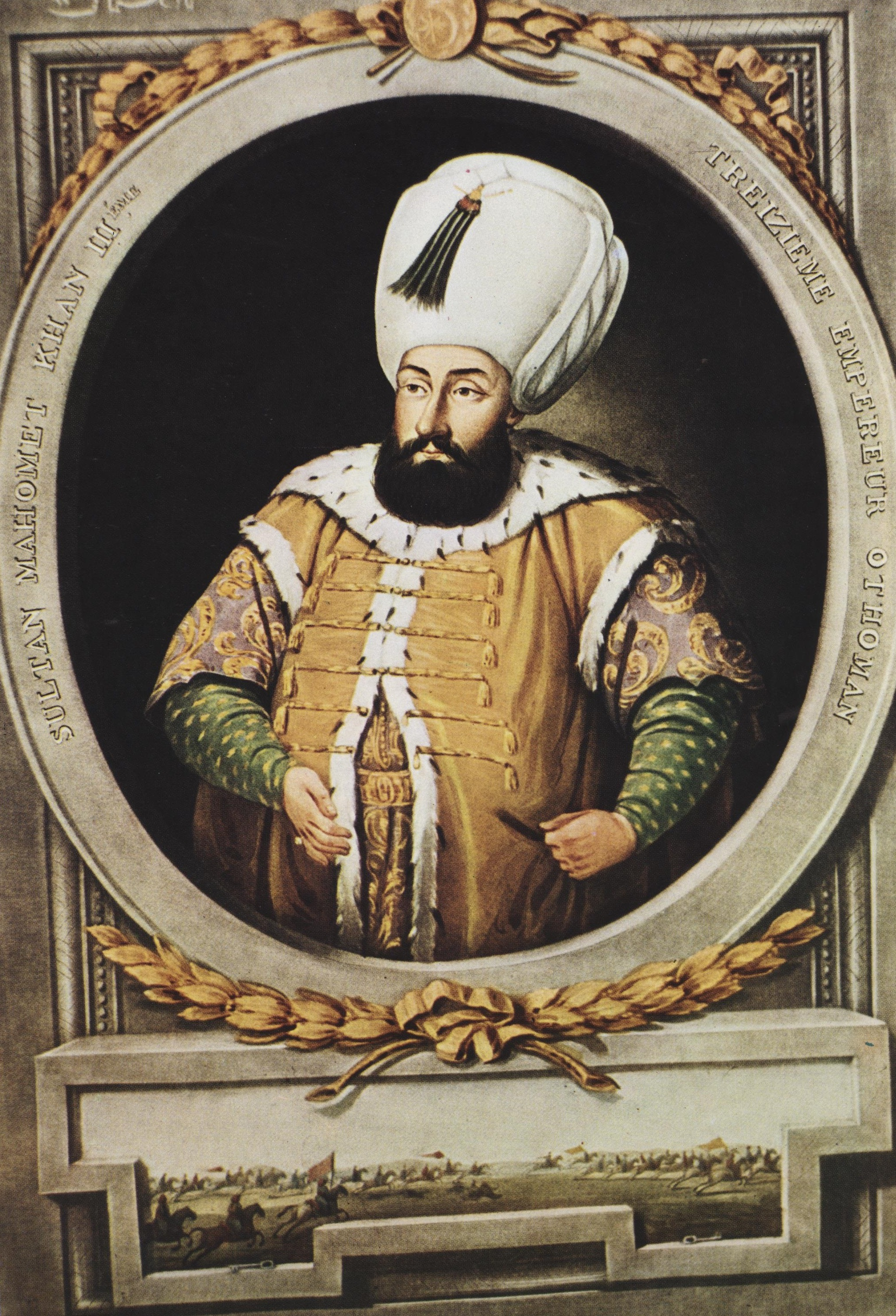
Mehmed III., Sultan des Osmanischen Reiches

### Die anti-türkische Allianz Michaels des Tapferen

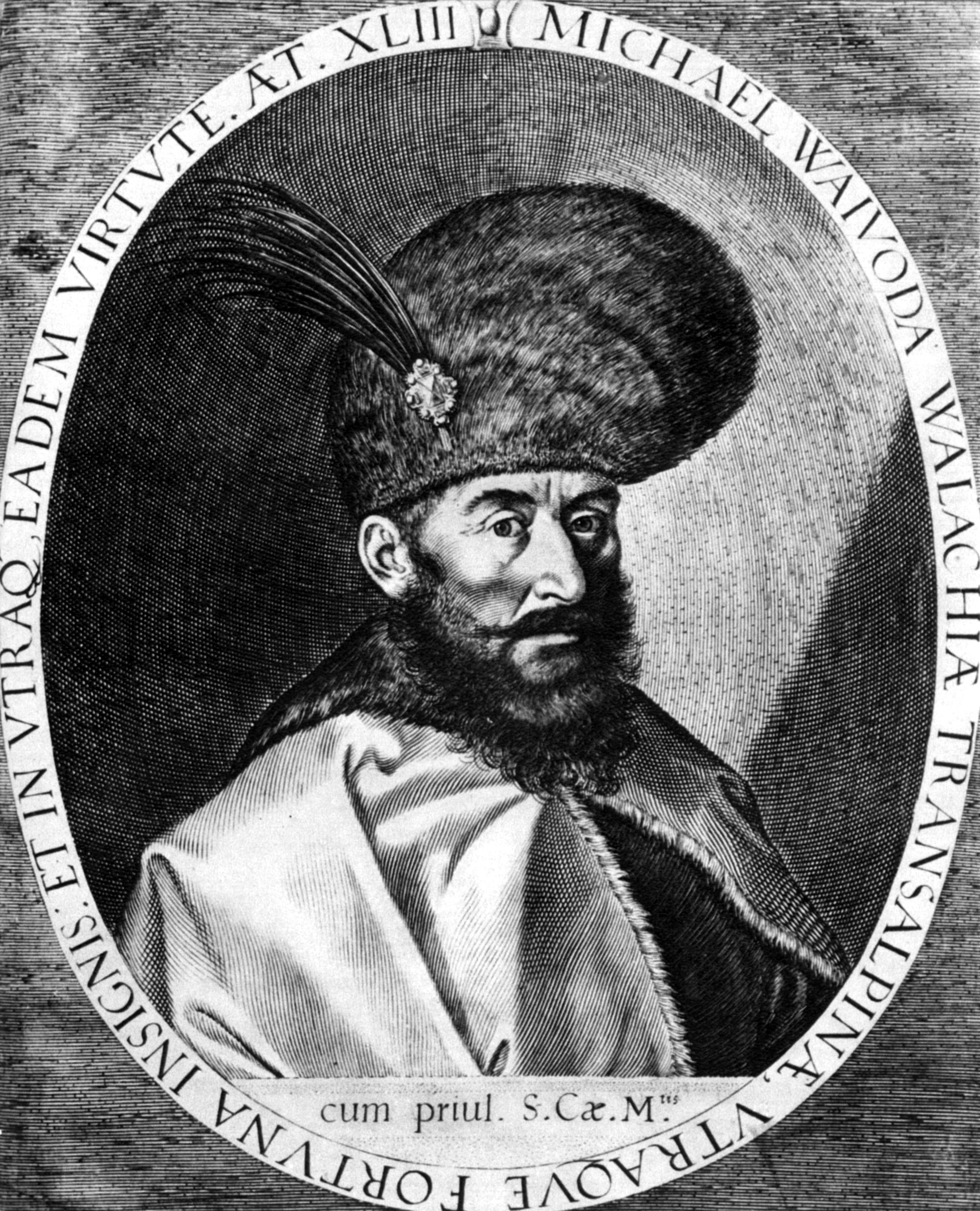
Michael der Tapfere, Gospodar der Walachei
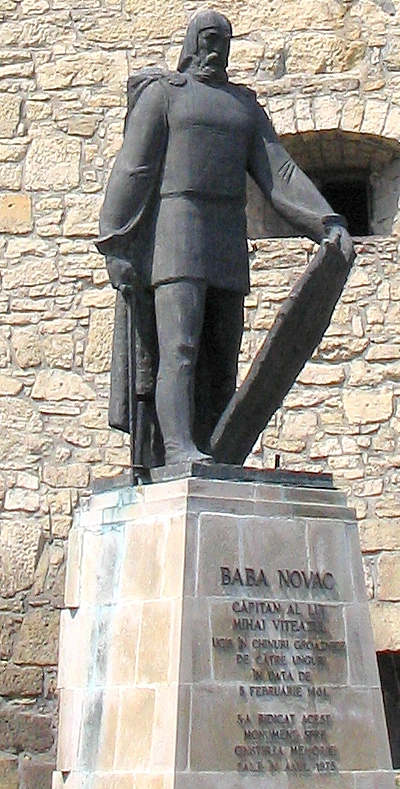
Baba Novac, serbischer Haidukenführer
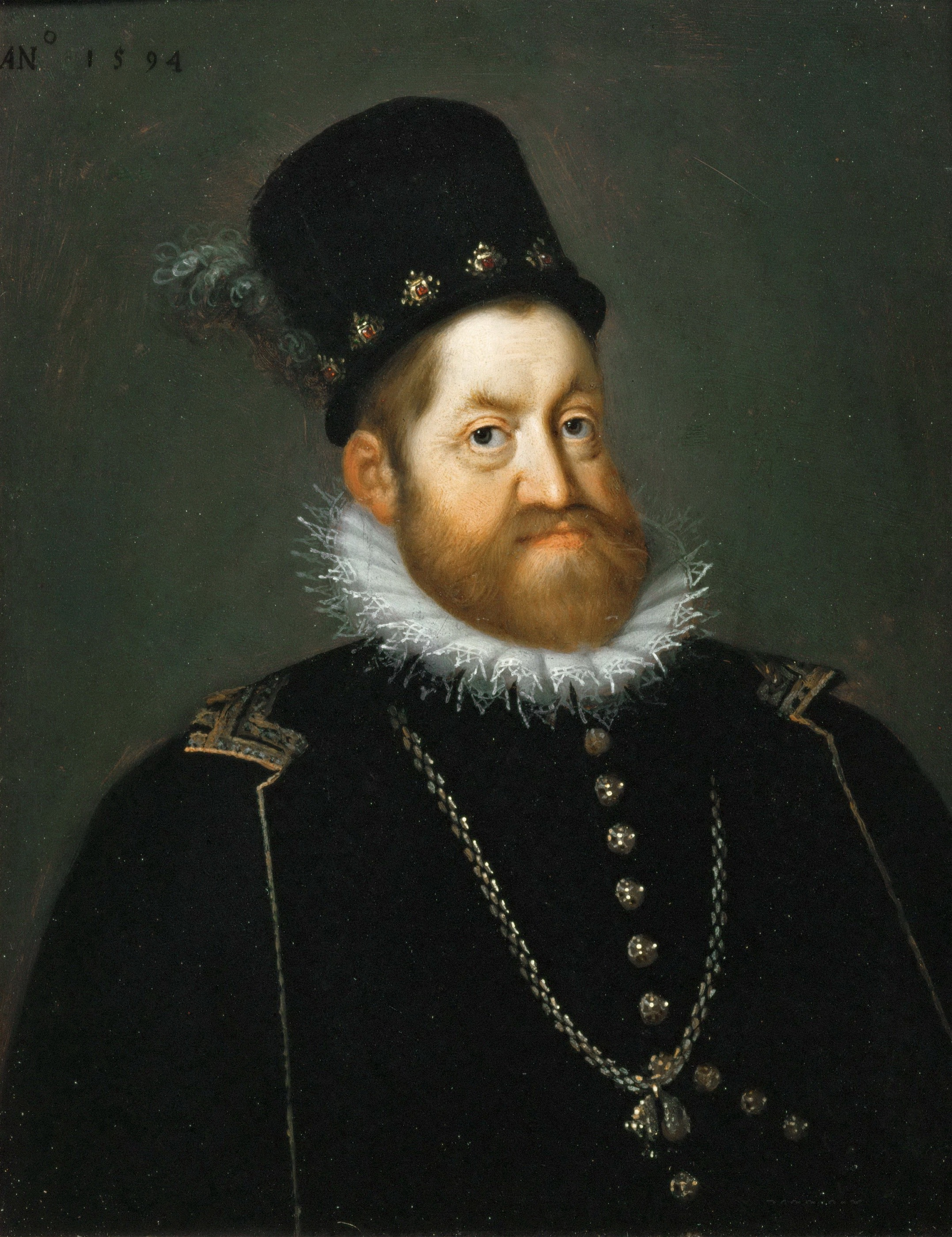
Rudolf II. von Habsburg, Kaiser des Heiligen Römischen Reiches, König von Ungarn